# Straßenbahn Besançon
Die Straßenbahn Besançon (französisch: Tramway de Besançon) verkehrte zunächst von 1897 bis 1952 in der französischen Stadt Besançon. Am 30. August 2014 wurde eine neue Straßenbahn in Betrieb genommen. Deren Strecke durchquert die Stadt von Südwesten nach Nordosten, eine kurze Zweigstrecke führt zum Bahnhof Besançon-Viotte.

## Ehemaliges Netz von 1897 bis 1952
Seit dem 7. April 1856 ist Besançon an die Eisenbahn angeschlossen. Der Bahnhof Besançon-Viotte an der Bahnstrecke Dole–Belfort wurde mit der Inbetriebnahme der Strecke nach Vesoul am 22. Juli 1872 zum Trennungsbahnhof. Mit der Bahnstrecke Besançon–Le Locle entstand als zweiter Bahnhof Besançon-la Mouillère.

### Pferdeomnibus
Durch den Einwohnerzuwachs wurde die Notwendigkeit, ein öffentliches Verkehrssystem zu erstellen, immer größer. Eine erste Pferdeomnibuslinie – deren Fahrzeuge nach ihrem Konstrukteur Antoine Ripert als „Cars Ripert“ bezeichnet wurden – ging am 3. Dezember 1887 in Betrieb. Sie verband den Bahnhof Viotte über die Innenstadt mit dem Stadtteil Tarragnoz. Diese Linie wurde 1893 nach Fontaine de Flore verlängert.

### Meterspurige Straßenbahn

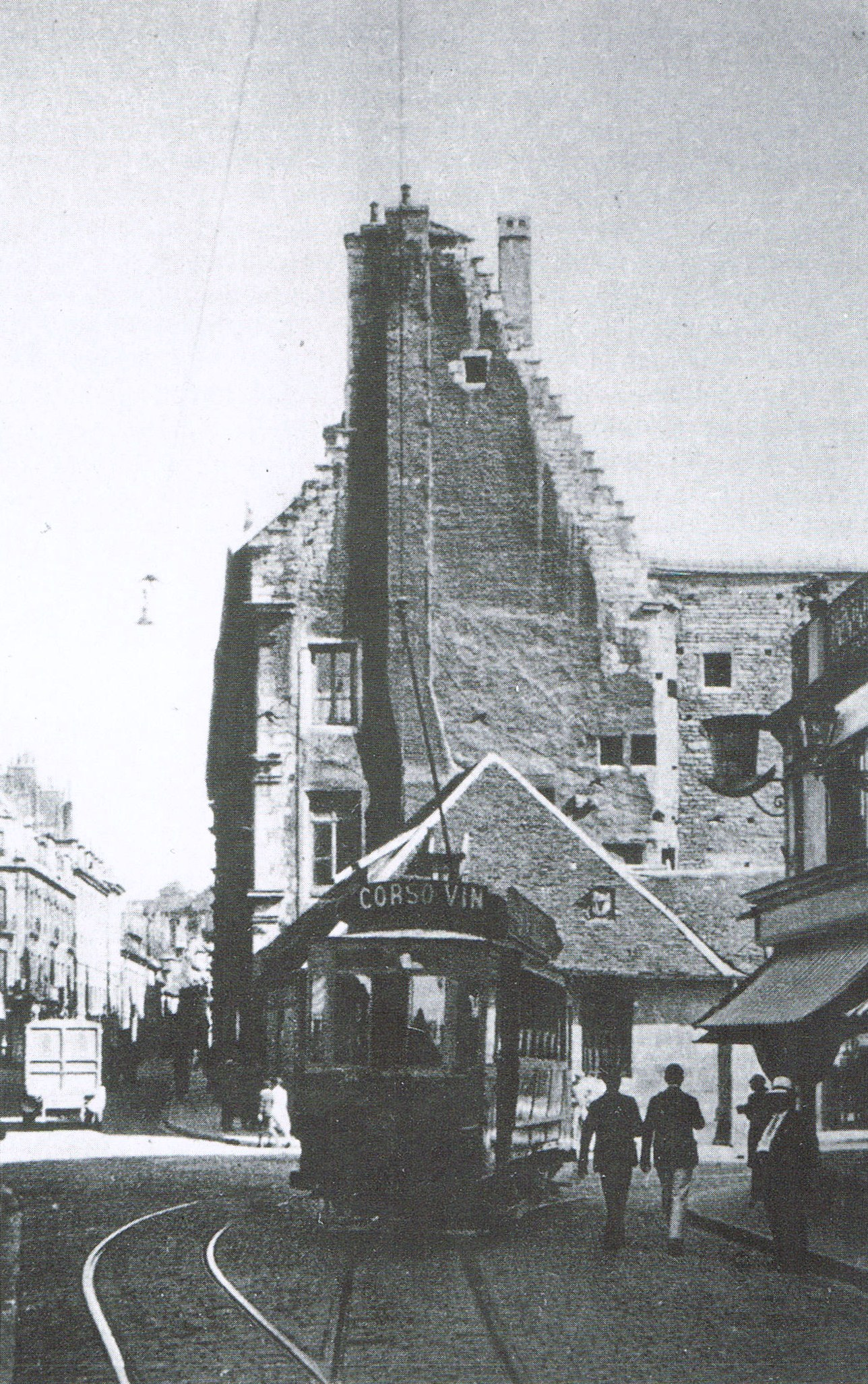
Straßenbahntriebwagen auf der Ausweiche an der Ecke Grande-Rue / Rue de la Préfecture

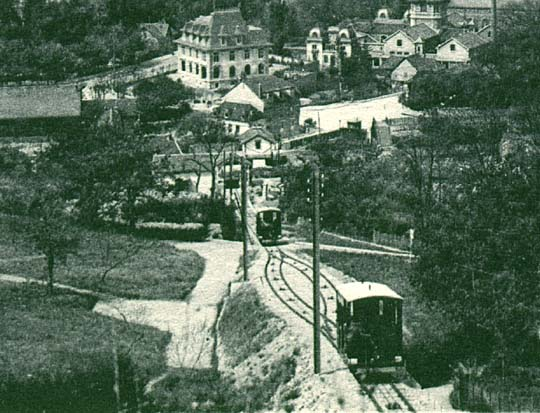
Funiculaire de Bregille

Im Jahr 1894 beantragten Alexandre Grammont und Edmond Faye eine Konzession zum Aufbau eines Straßenbahnnetzes. Am 27. Februar 1896 wurde ein Vertrag über den Bau von sechs eingleisigen, meterspurigen Straßenbahnstrecken unterzeichnet. Die Strecken beinhalteten Radien von nur 17 m und Steigungen von bis zu 80 ‰. Der Betreiber war die Société des Tramways électriques de Besançon (TEB).
Der öffentliche Nutzen des Netzes wurde am 6. Mai 1896 erklärt. Am 21. März 1897 gingen die Linien 1 (zur Präfektur) und 2 (zur Porte Rivotte) in Betrieb. Beide hatten ihren Ausgangspunkt am Bahnhof Viotte und wurden in der Folge verlängert. Im selben Jahr wurden die Linien 3 (Fontaine de Flore–Chaprais), 4 (Gare de Rivotte–Saint-Claude) und 5 (Faubourg de Tarragnoz–Place Jouffroy) eröffnet. Eine weitere Linie ging 1903 in Betrieb, sie verband den Platz Saint-Pierre mit Saint-Ferjeux.
Von Beginn der 1910er Jahre an wurde die Stadt auch durch zwei meterspurige, dampfbetriebene Sekundärbahnen angefahren:
- Compagnie des Chemins de fer du Doubs (CFD), von Besançon Saint-Paul nach Amathay-Vésigneux und Pontarlier. Die Strecke wurde 1951 geschlossen.
- Chemins de fer vicinaux de Haute-Saône (CFV) ab dem 21. Juni 1911 von Besançon-Rivotte (Gemeinschaftsbahnhof mit der CFD) nach Vesoul. Der Betrieb wurde 1938 eingestellt.[8]

Im Jahr 1912 übernahm die Compagnie Franco-Belge, welche schon 27 andere Straßenbahnnetze betrieb, den Betrieb der Straßenbahn in Besançon. Die 19 bisherigen Triebwagen wurden ersetzt. 1913 ging die Standseilbahn Funiculaire de Bregille in Betrieb.
Während des Zweiten Weltkriegs wurde das Streckennetz stark beschädigt, alle Brücken über den Doubs wurden 1940 gesprengt. 1943 erlitten weitere Einrichtungen wie der Betriebshof Schäden durch Bombenabwürfe. Nach dem Krieg musste der Betrieb die Preise auf Anordnung des Staates senken, was das bereits enorme Defizit des Betriebs erhöhte. Ab 1948 wurde das Netz neu geordnet, doch schon vier Jahre später erschienen die ersten Omnibusse. Die Straßenbahn musste am 24. Dezember 1952 den Betrieb einstellen.
Das Netz war eingleisig, es gab Ausweichen an mehreren Haltestellen. Die Strecken waren mit 550 V Gleichstrom elektrifiziert. Der Betriebshof befand sich am Chemin de la Mouillère, er besaß 13 Gleise und hatte ein eigenes Kraftwerk. Die 19 ursprünglichen Triebwagen wurden von den Alexandre-Grammont-Werken gefertigt. Sie waren jeweils 7,60 m lang, 2 m breit und hatten einen Achsstand von nur 2 m. Die Plattformen waren offen, für die Fahrgäste gab es zwei Längsbänke. Der Strom wurde über einen Rollenstromabnehmer abgegriffen, gebremst wurde mechanisch.

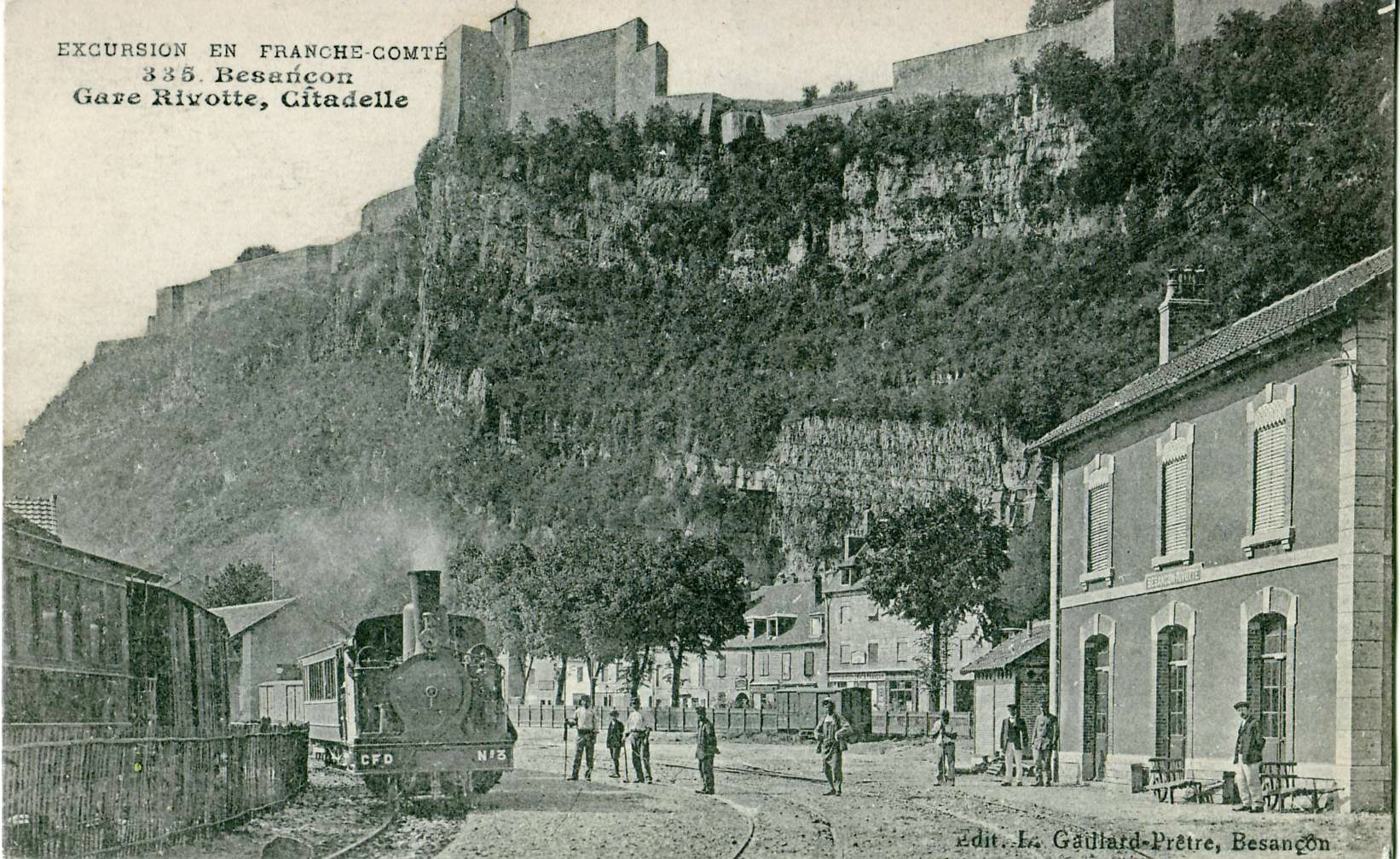
Zug der CFD im Bahnhof Besançon-Rivotte
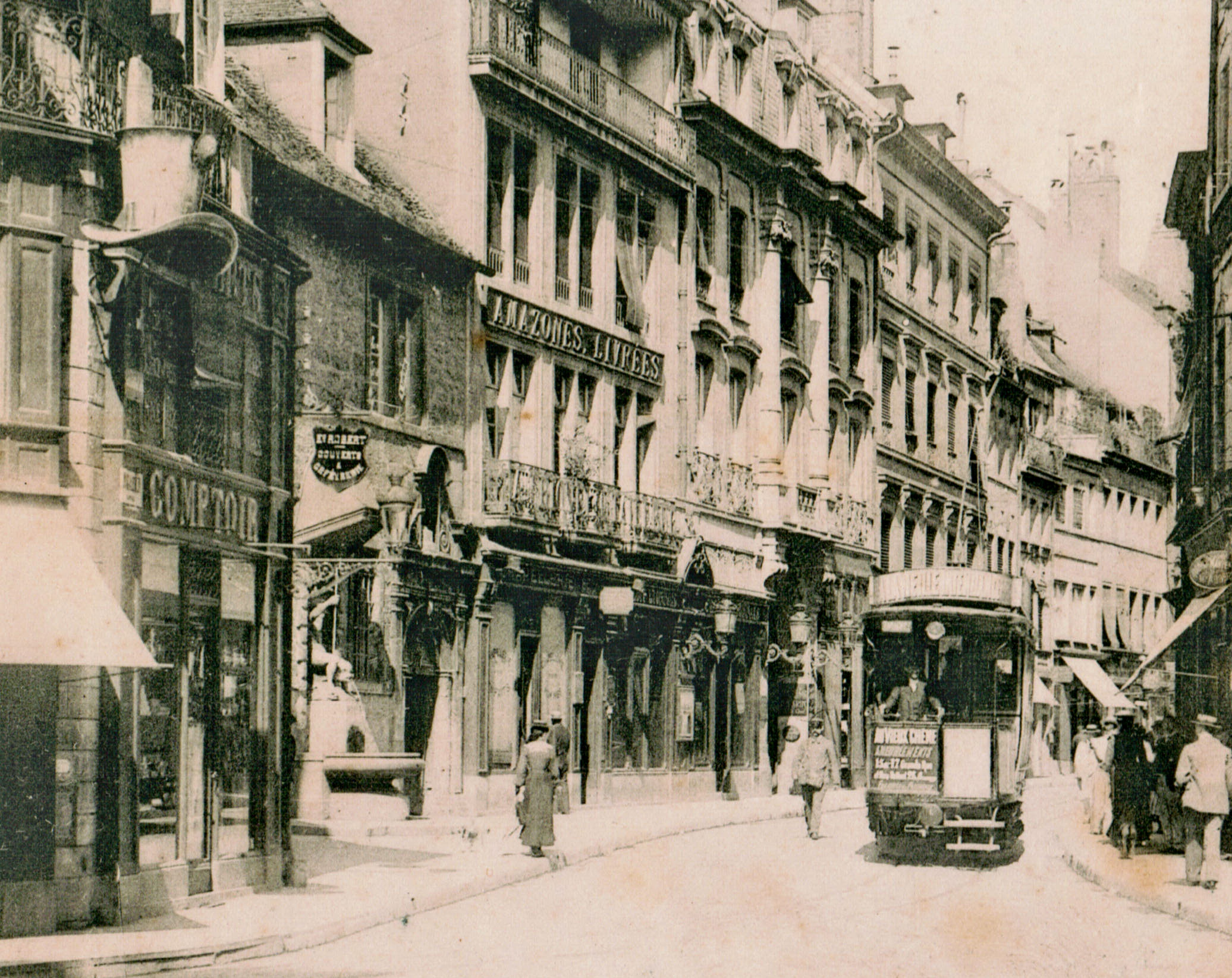
Triebwagen der ersten Generation in der Grande-Rue (vor 1906)
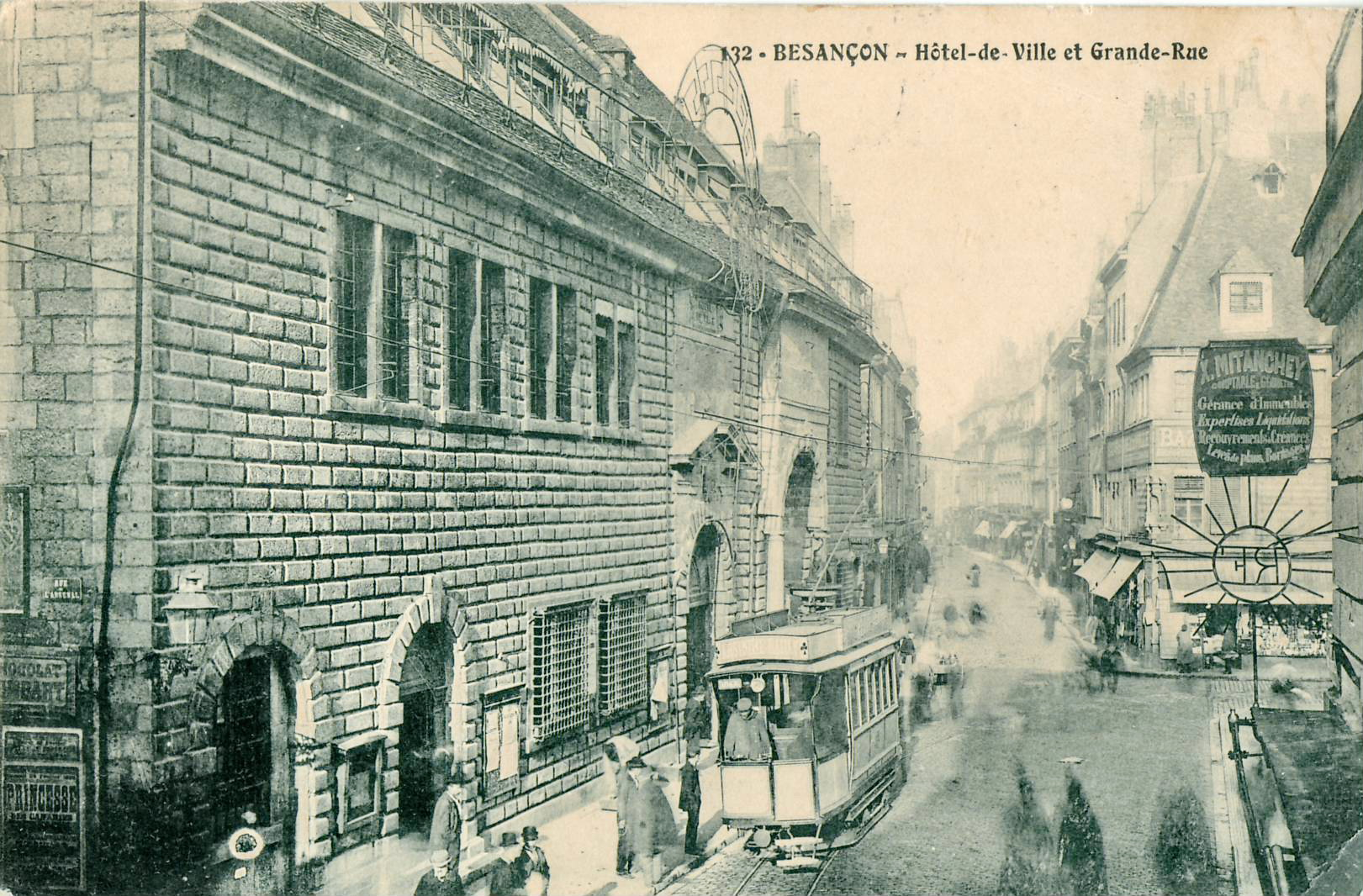
… am Hôtel-de-Ville (vor 1909)
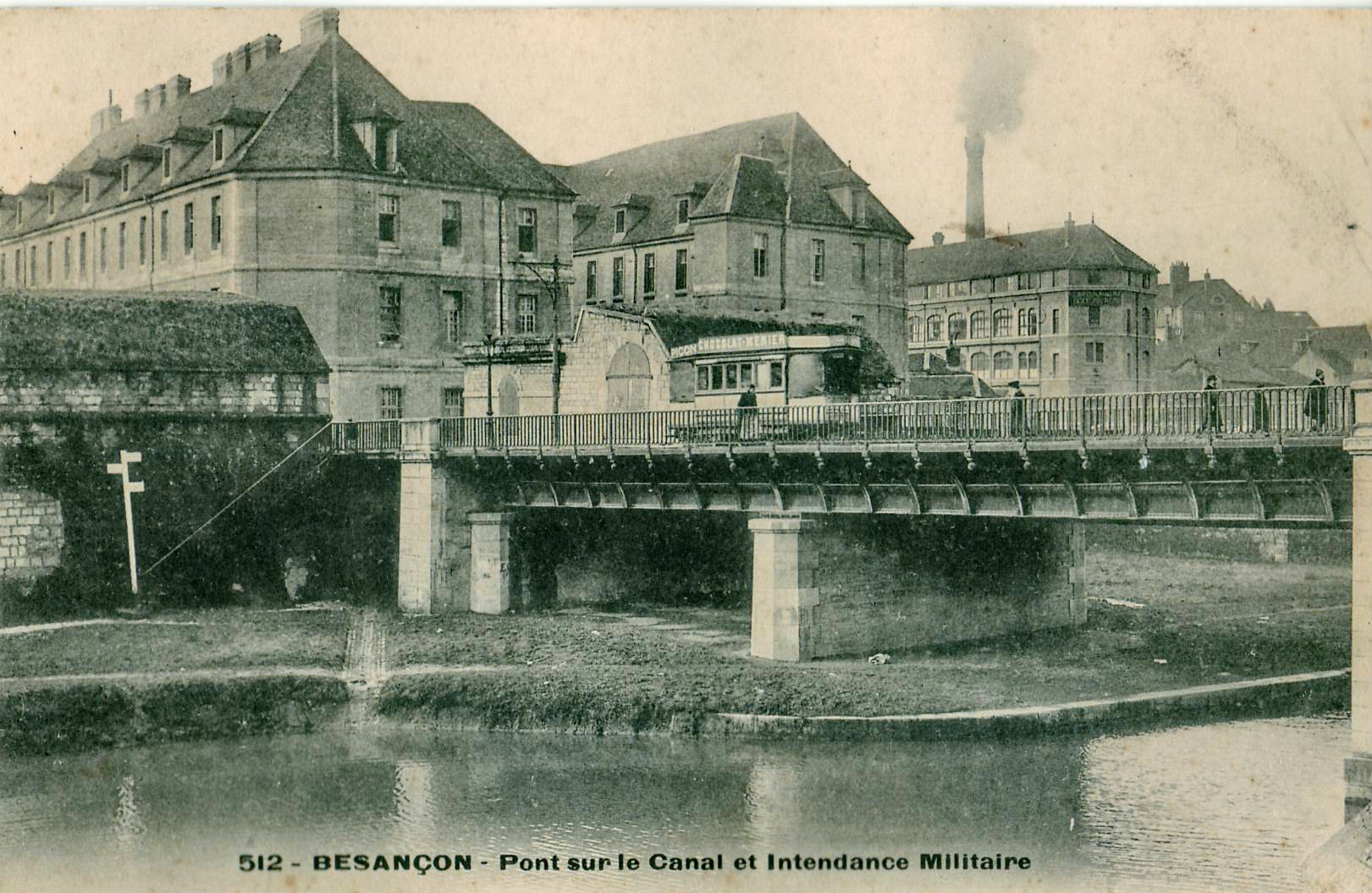
… auf dem Pont sur le Canal (vor 1915)
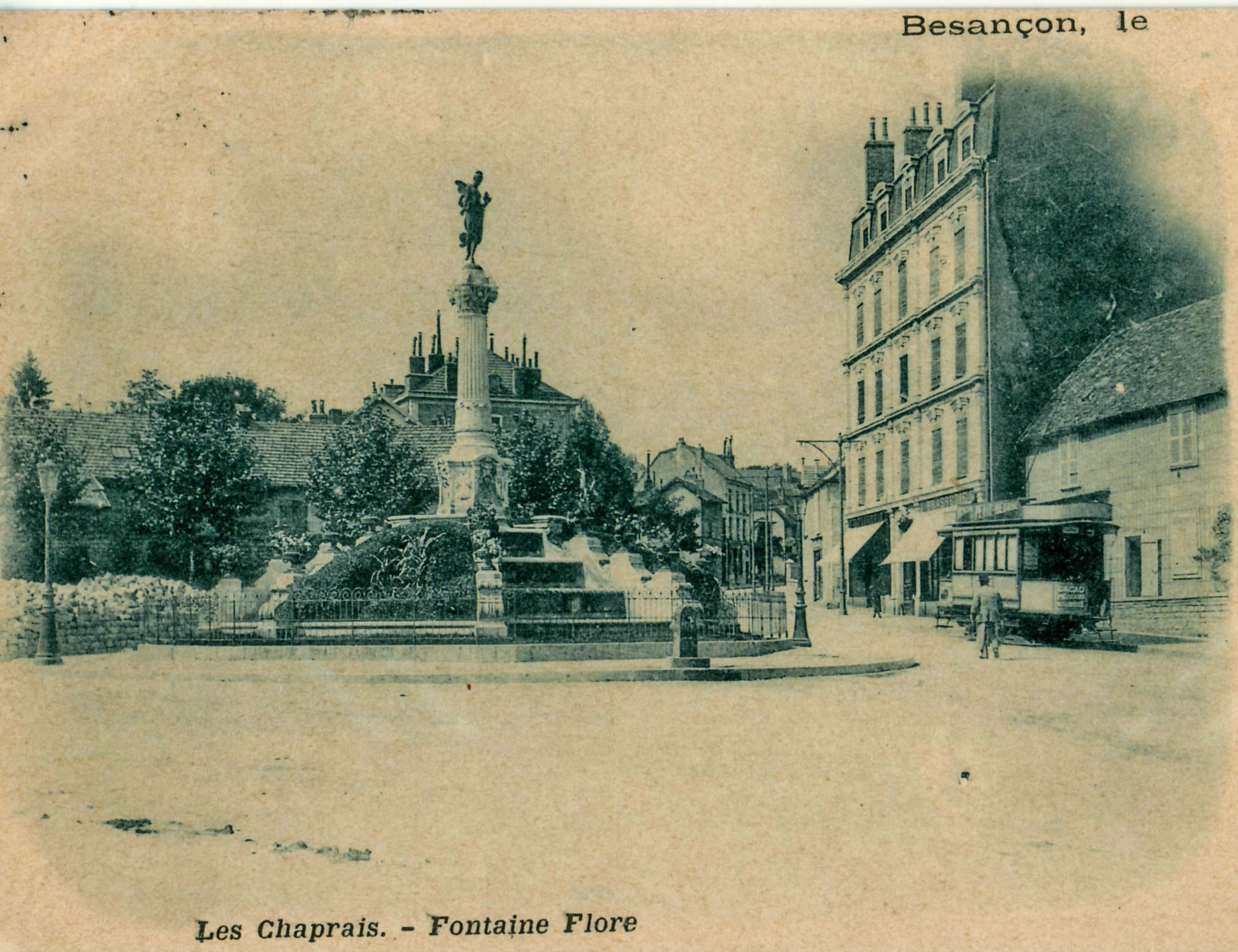
… an der Place de Flore
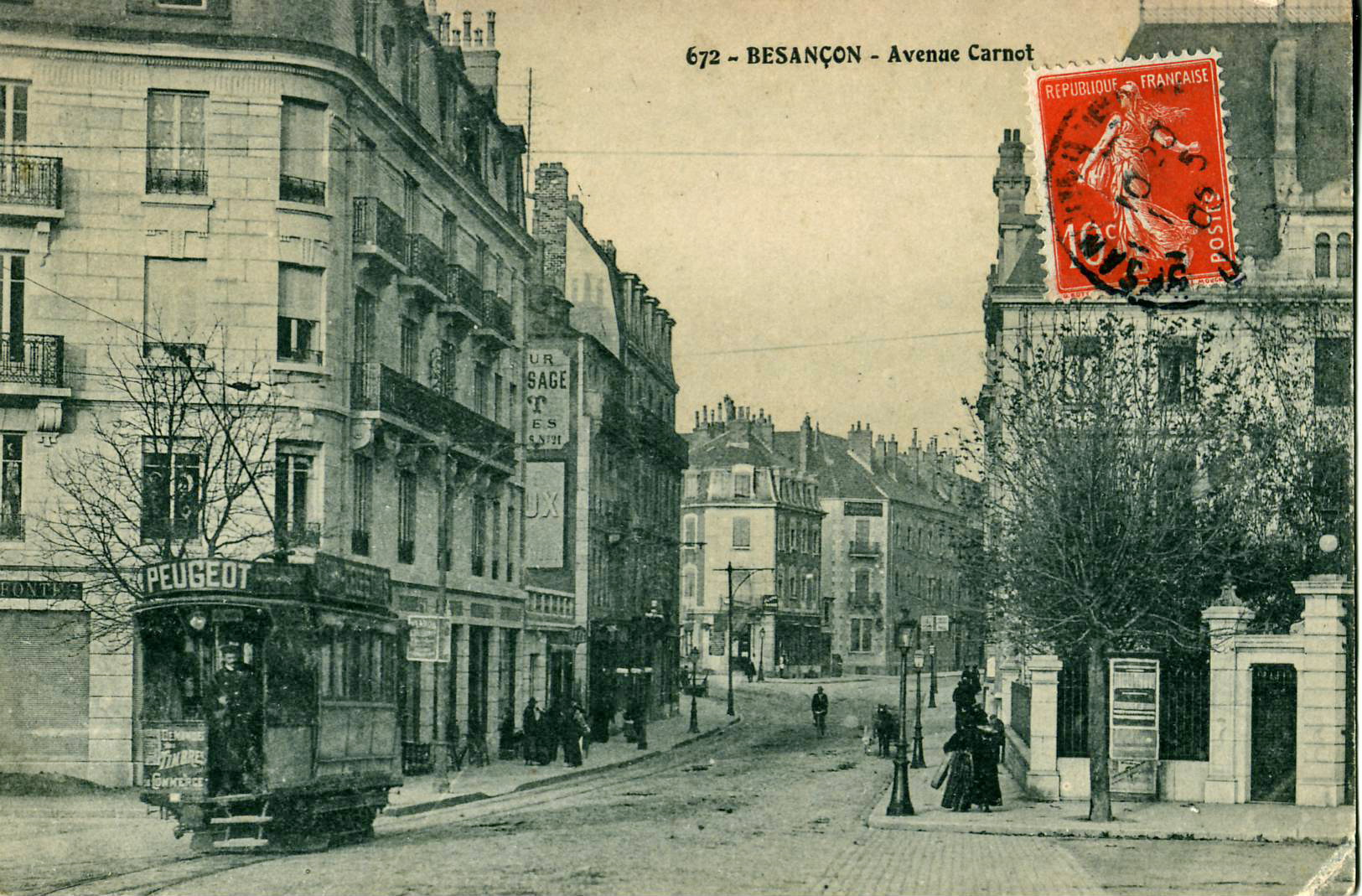
… und in der Avenue Carnot (vor 1909)

## Der Weg zur Wiedereinführung einer Straßenbahn

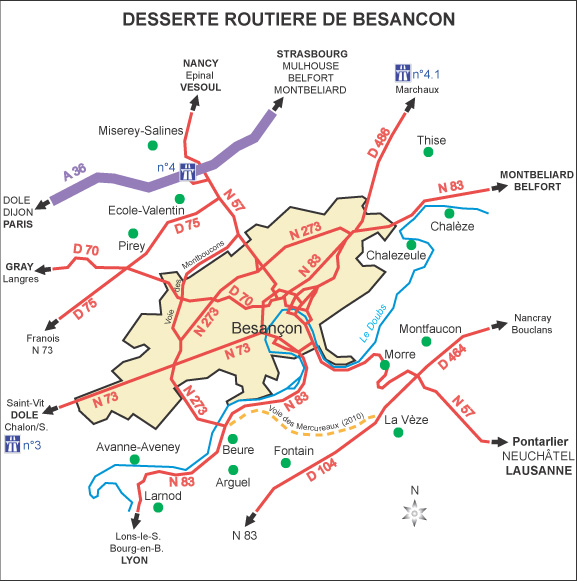
Straßeninfrastruktur um Besançon

Angesichts des an seine Kapazitätsgrenzen stoßenden herkömmlichen Busnetzes sah ein 2005 erarbeitetes Verbesserungsprojekt zwei Buslinien mit separaten Busfahrstreifen vor. Auf diese Weise sollte die Geschwindigkeit erhöht und der Komfort verbessert werden. Die eine Linie sollte 11 km, die andere 7 km lang sein. In der Innenstadt sollten beide sich den Fahrweg teilen. Eine sollte von Ost nach West führen, die andere von Nord nach Süd. So sollten bis zu 40.000 Einwohner in einem Umkreis von 300 m erschlossen werden. In einer ersten Phase sollte die 11 km lange Linie innerhalb von 5 bis 7 Jahren gebaut werden. Die Strecke sollte den Westen mit dem Bahnhof Viotte über die Innenstadt verbinden, geplant war der Einsatz von Oberleitungsbussen. Ein verbessertes Projekt im Jahr 2007 sah eine 14 km lange Ost-West-Verbindung über den Bahnhof Viotte und die Innenstadt vor. Diese sollte die zuvor geplanten zwei Linien ersetzen. Beim Einsatz eines Oberleitungsbusses rechnete man mit bis zu 30.000 Fahrgästen täglich, als Straßenbahn sollten sie bis zu 50.000 Fahrgäste täglich nutzen.
Am 18. Dezember 2008 wurden die Ergebnisse der öffentlichen Befragung bekanntgegeben. Der Streckenverlauf führte vom Südwesten der Stadt in den Nordosten, mit einem Abstecher zum Bahnhof Viotte. Die Ausführung der Bauarbeiten wurde an die Unternehmen Egis Rail, Reichen et Robert und Ateliers Ville et Paysages vergeben. Die Déclaration d'utilité publique sollte im Frühjahr 2010 unterzeichnet werden, um im Frühjahr 2014 sie in Betrieb zu nehmen. Doch das Kulturministerium äußerte ästhetische Bedenken, eine Oberleitung im historischen Teil der Stadt zu benutzen, weshalb man die Planungen unterbrach. Als Alternative stand das System Alimentation Par Sol zur Diskussion, das aber viel teurer ist.
Schließlich fand man Ende 2009 einen neuen Streckenverlauf, der am Ufer des Doubs entlangführt. Die Planungen waren im Januar 2011 abgeschlossen, am 15. Juni 2011 unterschrieb der Präfekt des Département Doubs die Déclaration d'utilité publique. Die Bauarbeiten begannen im März 2011 und dauerten bis Herbst 2013 an. Die ersten Fahrzeuge absolvieren seit Oktober 2013 Testfahrten, die Inbetriebnahme fand am 30. August 2014 statt.

## Normalspurige Straßenbahn ab 2014
| Streckenlänge: | 14,5 km              |                                          |                                          |
| Spurweite: | 1435 mm (Normalspur) |                                          |                                          |
| Stromsystem: | 750 V =              |                                          |                                          |
| Streckengeschwindigkeit: | 70 km/h              |                                          |                                          |
| |                      |                                          |                                          |
| \| \| -0,3 \| Dépôt Hauts-du-Chazal \| Dépôt Hauts-du-Chazal \| \| \| 0,0 \| T1 T2 Hauts-du-Chazal \| 293 m \| \| \| 0,4 \| T1 T2 UFR Santé \| 294 m \| \| \| 0,8 \| T1 T2 Maison de Familles \| 288 m \| \| \| 1,2 \| T1 T2 CHRU Minjoz \| 287 m \| \| \| 1,6 \| Rue de Dole \| Rue de Dole \| \| \| 1,8 \| T1 T2 Île-de-France \| 273 m \| \| \| 2,3 \| T1 T2 Épiosses \| 274 m \| \| \| 2,6 \| T1 T2 Allende \| 270 m \| \| \| 3,0 \| T1 T2 Micropolis \| 264 m \| \| \| 3,2 \| Boulevard Ouest \| 257 m \| \| \| 3,4 \| T1 T2 Malcombe \| 249 m \| \| \| 4,4 \| T1 T2 Roesmont \| 274 m \| \| \| 5,3 \| T1 T2 Brûlard \| 269 m \| \| \| 5,6 \| Überleitstelle \| 272 m \| \| \| 5,8 \| T1 T2 Polygone \| 271 m \| \| \| 6,3 \| Le Doubs Pont Charles de Gaule \| 239 m \| \| \| 6,7 \| T1 T2 Chamars \| 243 m \| \| \| 7,1 \| Le Doubs Pont Canot \| 240 m \| \| \| 7,2 \| T1 T2 Canot \| 245 m \| \| \| 7,7 \| T1 T2 Battant \| 247 m \| \| \| 7,8 \| Le Doubs Pont de Battant \| 240 m \| \| \| 8,0 \| T1 T2 Révolution \| 246 m \| \| \| 8,3 \| Überleitstelle \| 245 m \| \| \| 8,4 \| T1 T2 République \| 245 m \| \| \| 8,5 \| Le Doubs Pont de la République \| 241 m \| \| \| 8,7 \| T1 T2 Parc Micaud \| 247 m \| \| \| 8,8 \| T2 nach Gare Viotte \| 247 m \| \| \| 9,1 \| T2 Flore \| 259 m \| \| \| 9,6 \| T2 Gare Viotte \| 275 m \| \| \| 9,7 \| Gleisende mit Richtungsumkehr \| 275 m \| \| \| 9,2 \| T1 Fontagne-Argent \| 251 m \| \| \| 9,5 \| T1 Tristan Bernard \| 257 m \| \| \| 9,9 \| Ligne de Besançon au Locle \| Ligne de Besançon au Locle \| \| \| 9,9 \| T1 Brûlefoin \| 262 m \| \| \| 10,0 \| Ligne de Dole à Belfort \| Ligne de Dole à Belfort \| \| \| 10,4 \| T1 Les Vaîtes \| 281 m \| \| \| 10,8 \| T1 Schweitzer \| 292 m \| \| \| 11,0 \| T1 Croix de Palente \| 304 m \| \| \| \| Zw Croix de Palente und Lilas eingleisig \| \| \| \| 11,6 \| T1 Lilas \| 323 m \| \| \| 12,0 \| T1 Orchamps \| 332 m \| \| \| 12,4 \| T1 Fort Benoît \| 320 m \| \| \| 12,8 \| T1 Marnières \| 298 m \| \| \| 13,4 \| T1 Chalezeule \| 276 m \| \| \| 13,4 \| Gleisende \| Gleisende \| |                      |                                          |                                          |
| | -0,3                 | Dépôt Hauts-du-Chazal                    | Dépôt Hauts-du-Chazal                    |
| U-Bahn-Bahnhof | 0,0                  | T1 T2 Hauts-du-Chazal                    | 293 m                                    |
| U-Bahn-Haltepunkt / Haltestelle | 0,4                  | T1 T2 UFR Santé                          | 294 m                                    |
| U-Bahn-Haltepunkt / Haltestelle | 0,8                  | T1 T2 Maison de Familles                 | 288 m                                    |
| U-Bahn-Haltepunkt / Haltestelle | 1,2                  | T1 T2 CHRU Minjoz                        | 287 m                                    |
| U-Bahn-Strecke mit Straßenbrücke | 1,6                  | Rue de Dole                              | Rue de Dole                              |
| U-Bahn-Haltepunkt / Haltestelle | 1,8                  | T1 T2 Île-de-France                      | 273 m                                    |
| U-Bahn-Haltepunkt / Haltestelle | 2,3                  | T1 T2 Épiosses                           | 274 m                                    |
| U-Bahn-Haltepunkt / Haltestelle | 2,6                  | T1 T2 Allende                            | 270 m                                    |
| U-Bahn-Haltepunkt / Haltestelle | 3,0                  | T1 T2 Micropolis                         | 264 m                                    |
| U-Bahn-Strecke mit Straßenbrücke | 3,2                  | Boulevard Ouest                          | 257 m                                    |
| U-Bahn-Haltepunkt / Haltestelle | 3,4                  | T1 T2 Malcombe                           | 249 m                                    |
| U-Bahn-Haltepunkt / Haltestelle | 4,4                  | T1 T2 Roesmont                           | 274 m                                    |
| U-Bahn-Haltepunkt / Haltestelle | 5,3                  | T1 T2 Brûlard                            | 269 m                                    |
| U-Bahn-Überleitstelle / Spurwechsel rechts | 5,6                  | Überleitstelle                           | 272 m                                    |
| U-Bahn-Haltepunkt / Haltestelle | 5,8                  | T1 T2 Polygone                           | 271 m                                    |
| U-Bahn-Brücke über Wasserlauf | 6,3                  | Le Doubs Pont Charles de Gaule           | 239 m                                    |
| U-Bahn-Haltepunkt / Haltestelle | 6,7                  | T1 T2 Chamars                            | 243 m                                    |
| U-Bahn-Brücke über Wasserlauf | 7,1                  | Le Doubs Pont Canot                      | 240 m                                    |
| U-Bahn-Haltepunkt / Haltestelle | 7,2                  | T1 T2 Canot                              | 245 m                                    |
| U-Bahn-Haltepunkt / Haltestelle | 7,7                  | T1 T2 Battant                            | 247 m                                    |
| U-Bahn-Brücke über Wasserlauf | 7,8                  | Le Doubs Pont de Battant                 | 240 m                                    |
| U-Bahn-Haltepunkt / Haltestelle | 8,0                  | T1 T2 Révolution                         | 246 m                                    |
| U-Bahn-Überleitstelle / Spurwechsel rechts | 8,3                  | Überleitstelle                           | 245 m                                    |
| U-Bahn-Haltepunkt / Haltestelle | 8,4                  | T1 T2 République                         | 245 m                                    |
| U-Bahn-Brücke über Wasserlauf | 8,5                  | Le Doubs Pont de la République           | 241 m                                    |
| U-Bahn-Haltepunkt / Haltestelle | 8,7                  | T1 T2 Parc Micaud                        | 247 m                                    |
| U-Bahn-Abzweig geradeaus und nach links · U-Bahn-Strecke von rechts | 8,8                  | T2 nach Gare Viotte                      | 247 m                                    |
| U-Bahn-Strecke · U-Bahn-Haltepunkt / Haltestelle | 9,1                  | T2 Flore                                 | 259 m                                    |
| U-Bahn-Strecke · U-Bahn-Bahnhof | 9,6                  | T2 Gare Viotte                           | 275 m                                    |
| U-Bahn-Strecke | 9,7                  | Gleisende mit Richtungsumkehr            | 275 m                                    |
| U-Bahn-Haltepunkt / Haltestelle | 9,2                  | T1 Fontagne-Argent                       | 251 m                                    |
| U-Bahn-Haltepunkt / Haltestelle | 9,5                  | T1 Tristan Bernard                       | 257 m                                    |
| U-Bahn-Kreuzung mit Eisenbahn geradeaus unten | 9,9                  | Ligne de Besançon au Locle               | Ligne de Besançon au Locle               |
| U-Bahn-Haltepunkt / Haltestelle | 9,9                  | T1 Brûlefoin                             | 262 m                                    |
| U-Bahn-Kreuzung mit Eisenbahn geradeaus unten | 10,0                 | Ligne de Dole à Belfort                  | Ligne de Dole à Belfort                  |
| U-Bahn-Haltepunkt / Haltestelle | 10,4                 | T1 Les Vaîtes                            | 281 m                                    |
| U-Bahn-Haltepunkt / Haltestelle | 10,8                 | T1 Schweitzer                            | 292 m                                    |
| U-Bahn-Haltepunkt / Haltestelle | 11,0                 | T1 Croix de Palente                      | 304 m                                    |
| U-Bahn-Strecke |                      | Zw Croix de Palente und Lilas eingleisig | Zw Croix de Palente und Lilas eingleisig |
| U-Bahn-Haltepunkt / Haltestelle | 11,6                 | T1 Lilas                                 | 323 m                                    |
| U-Bahn-Haltepunkt / Haltestelle | 12,0                 | T1 Orchamps                              | 332 m                                    |
| U-Bahn-Haltepunkt / Haltestelle | 12,4                 | T1 Fort Benoît                           | 320 m                                    |
| U-Bahn-Haltepunkt / Haltestelle | 12,8                 | T1 Marnières                             | 298 m                                    |
| U-Bahn-Bahnhof | 13,4                 | T1 Chalezeule                            | 276 m                                    |
| | 13,4                 | Gleisende                                | Gleisende                                |

### Streckennetz

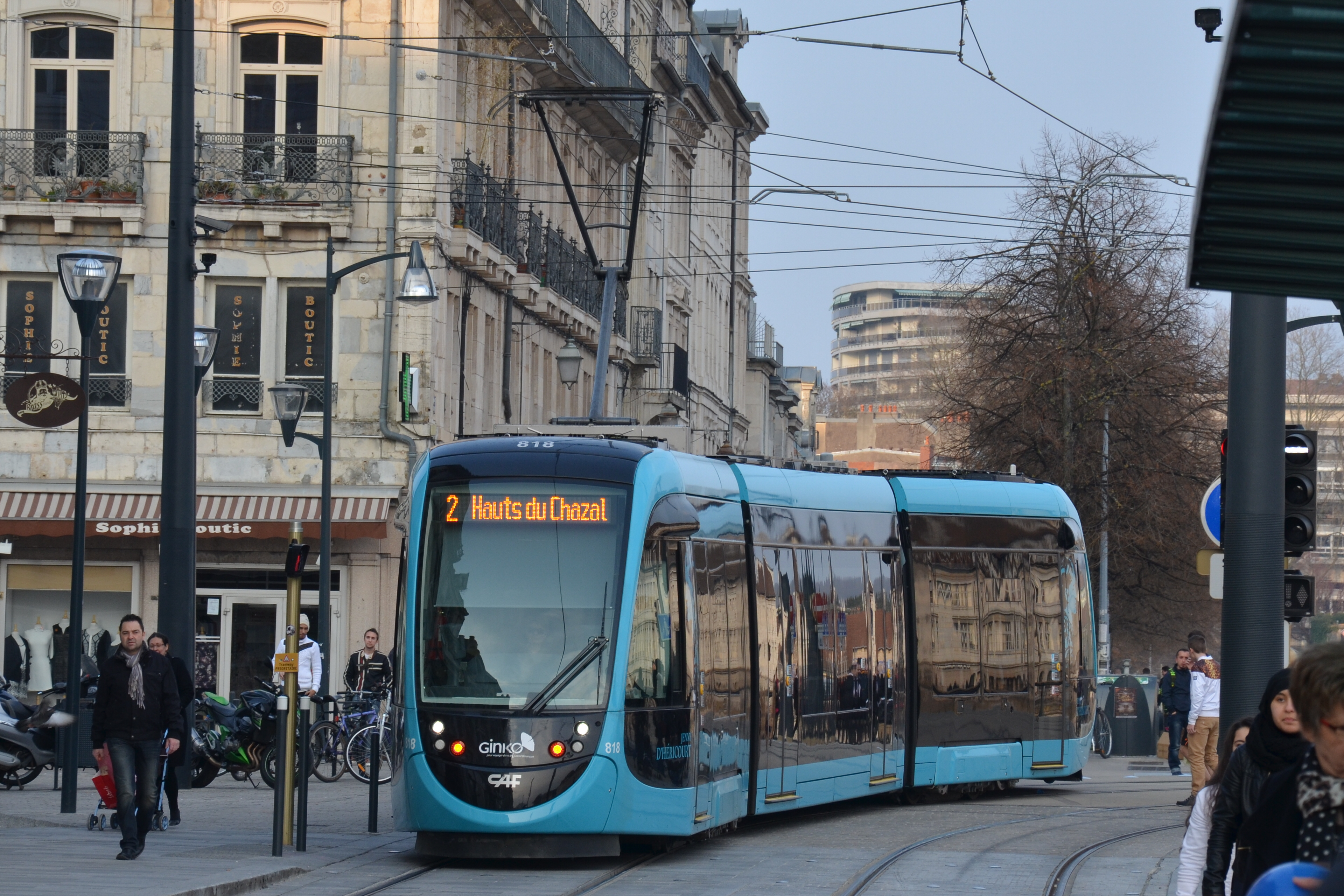
Wagen 818 bei der Einfahrt in die Haltestelle Battant

Das neu errichtete Netz ist 14,5 km lang und besitzt 31 Haltestellen. Die Linie T1 verbindet das Stadtviertel Hauts-de-Chazal über die Innenstadt mit Chaprais, alternierend dazu befährt die Linie T2 die Zweigstrecke zum Bahnhof Viotte. Außerdem gibt es fünf Park-and-ride-Plätze mit insgesamt 630 Parkplätzen. Es soll möglich sein, deren Kapazität auf 1030 zu erhöhen. Eine südliche Verlängerung ist vorgesehen.
Eine zweite Linie soll ab 2025 Chalezeule mit dem Technologiepark westlich des Bahnhofs Viotte verbinden.

### Finanzierung
Die Kosten für die erste Linie werden auf 228 Mio. Euro geschätzt, was einen Kilometerpreis von 16 Mio. Euro ergibt. Zu 50 % wird das Projekt durch ein Darlehen finanziert, 25 % durch Subventionen, 20 Mio. von der Stadt und 30,1 Mio. vom Staat (Grenelle de l´Environnement), und die restlichen 25 % mit verschiedenen Rücklagen. Am 30. April 2009 sicherte der Staat 30,1 Mio. Euro zu, er subventioniert insgesamt mit 800 Mio. Euro den öffentlichen Stadtverkehr in Frankreich. Die Kosten wurden gering gehalten, unter anderem durch den Verzicht auf aufwändige Gestaltungsmaßnahmen und ein einfaches Design sowie durch die Beschaffung von Standardstraßenbahnfahrzeugen.

### Infrastruktur
Die Strecke ist mit einer 750 V Gleichstrom Oberleitung elektrifiziert und ist normalspurig. Sie ist zum großen Teil zweigleisig, außer zwischen den Haltestellen Schweitzer und Lilas. Einige Abschnitte müssen mit anderen Straßenverkehrsteilnehmern geteilt werden. Die Normalspur wurde gewählt, um möglicherweise eines Tages auch Tram-Trains, die eine regionale Erschließung ermöglichen, einzusetzen.
Die Strecke überquert viermal den Doubs, was den Neubau des Pont Battant nötig machte. Ein Betriebshof, der 47.000 m² groß sein wird, entsteht in Franois. Dieser kostete 12 Millionen Euro und besitzt eine 6.500 m² große Werkstatthalle. Die Fahrzeuge werden im Freien abgestellt. Anfang 2014 wurde der Betriebshof fertiggestellt.

### Betrieb
Die Strecke wurde für eine tägliche Frequentierung von 50.000 Fahrgästen gebaut. Bei Inbetriebnahme wurde mit 47.000 Fahrgästen gerechnet, in der Hauptverkehrszeit (HVZ) sollen bis zu 1200 Fahrgäste pro Stunde die Straßenbahn benutzen. Die Durchschnittsgeschwindigkeit beträgt 20 km/h, die Höchstgeschwindigkeit 70 km/h. Der Verkehr findet von 5 Uhr bis 1 Uhr morgens statt, in der HVZ verkehrt alle fünf Minuten eine Tram. Die Inbetriebnahme wurde mit einer Umstrukturierung des ganzen Busnetzes des Verkehrsbetriebs Ginko begleitet.

### Fahrzeuge

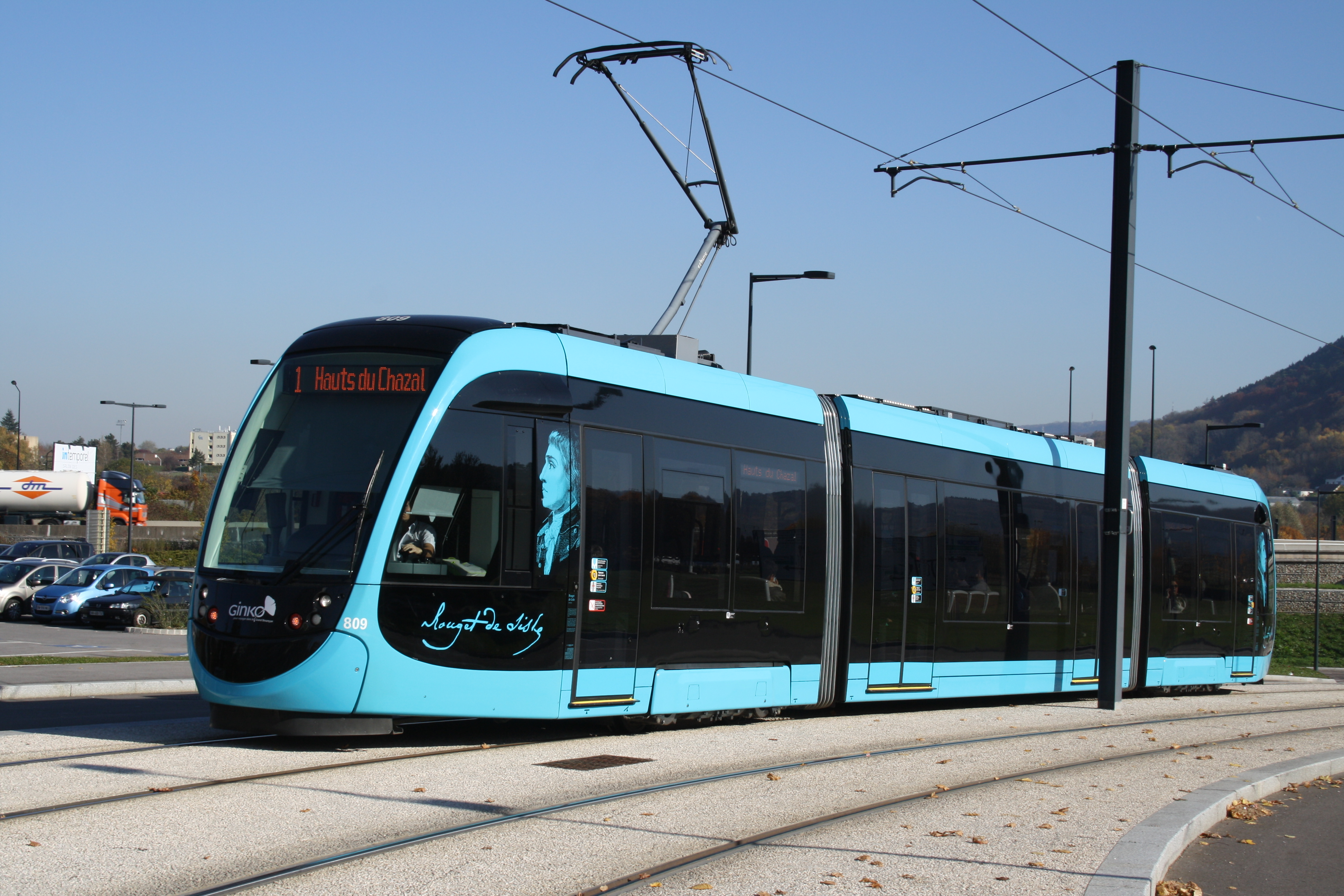
Urbos 3 – jedes Fahrzeug trägt Namen und Porträt einer bedeutenden Person aus der Geschichte der Franche-Comté

Nach der Ausschreibung wurde der spanische Hersteller CAF mit der Herstellung und dem Unterhalt von 19 niederflurigen Fahrzeugen des Typs Urbos 3 beauftragt. Dieser Auftrag hatte einen Wert von 34,4 Mio. Euro, was 1,81 Mio. Euro pro Fahrzeug entspricht. Die Lieferung der ersten Urbos 3 begann im Juni 2013, um vor der Inbetriebnahme im Dezember 2014 verschiedene Tests durchzuführen. Alle Fahrzeuge trafen bis März 2014 in Besançon ein. Die Fahrzeuge sind 23 m lang und 2,40 m breit. Sie bestehen aus drei Fahrzeugkästen und sind in türkis lackiert. In einem Fahrzeug finden 132 Fahrgäste Platz, 38 davon auf Sitzplätzen. Vier Türen sind zum Ein- und Aussteigen vorhanden. Es besteht die Möglichkeit die Fahrzeuge um zwei zusätzliche Module zu erweitern. Das erste Fahrzeug wurde in Saragossa, die weiteren wurden in Bagnères-de-Bigorre in den ehemaligen Hallen von Soulé gebaut. Die ersten Testfahrten fanden ab Anfang Oktober 2013 statt, das erste Fahrzeug sollte insgesamt 10.000 km Testfahrten absolvieren. Die Fahrer wurden ab Januar 2014 geschult.
Da die Beförderungskapazitäten der derzeit vorhandenen Fahrzeuge teilweise an ihre Grenzen stoßen, wurden, nachdem eine vorherige Ausschreibung für eine Verlängerung der Urbos 3 um zwei zusätzliche Module mangels geeigneter Bieter erfolglos geblieben ist, im Rahmen einer Gemeinschaftsbestellung mit den Straßenbahnbetrieben in Brest und Toulouse im April fünf fünfteilige Fahrzeuge vom Typ Citadis 305 des Herstellers Alstom bestellt, welche zur Erhöhung der Beförderungskapazitäten dienen sollen. Im April 2025 wurde eine Option über drei weitere Fahrzeuge ausgeübt. Die Auslieferung begann im Juni 2025.